# Deportivo Rayo Zuliano
El Deportivo Rayo Zuliano, conocido simplemente como Rayo Zuliano, es un club de fútbol profesional venezolano con sede en Maracaibo, estado Zulia. Actualmente juega en la Primera División de Venezuela y disputa sus partidos como local en el Estadio José Encarnación Romero.

## Historia

### Antecedentes
Fundado a inicios de 2005, el Rayo Zuliano comenzó su primera etapa debutando en el Torneo Aspirantes 2005-06 en el grupo Occidental II, teniendo como sede el estadio de fútbol La Victoria de Maracaibo. Su debut fue como local ante el equipo de la Universidad Nacional Experimental Simón Rodríguez de El Vigía logrando la victoria por 5:1. Durante buena parte del torneo estuvo liderando el grupo pero una derrota ante la Liga Municipal Valera, y la victoria del Trujillanos "B", le terminó dando el título a los «andinos» y colocando al Rayo en la segunda posición.
El Rayo no compitió las dos temporadas siguientes, pero regresó en la temporada 2007-08 de la recién creada Tercera División —cuarta categoría en el sistema de ligas de Venezuela—. Sin mucha suerte en la categoría, desapareció luego de la temporada 2009-10.

### Los primeros pasos de la nueva entidad
En 2021, una nueva directiva encabezada por el político Fidel Madroñero, logró adquirir los derechos deportivos del Atlético Furrial —quien se retiró de la temporada 2020 de Segunda División por un tema de impagos—. El refundado Rayo debutó el 17 de julio de 2021 en el empate sin goles ante Yaracuy. En esta temporada culminó en la octava posición de diez, quedando fuera de los puestos de clasificación a la Fase Final. En la temporada 2022 ocupó el segundo lugar del Grupo Occidental, para clasificar al Cuadrangular Final, pero en esta fase, el club finalizó último de su grupo.
El 12 de diciembre se rumoreó que el club podía fusionarse con el Zulia Fútbol Club, equipo que hacía vida en la Primera División, Dicha fusión se confirmó el 28 de enero de 2023, dando lugar a que el Rayo compitiese en la Primera División.

## Plantilla

### Altas y bajasPrimera División de Venezuela 2024
| Altas |

| Jugador           | Posición  | Procedencia           | Tipo              |
| ----------------- | --------- | --------------------- | ----------------- |
| Leonardo Mosquera | Defensa   | Academia Anzoátegui   | Carta de libertad |
| Edison Penilla    | Defensa   | Estudiantes de Mérida | Carta de libertad |
| Armando Araque    | Delantero | Deportivo Táchira     | Carta de libertad |

| Bajas |

| Jugador            | Posición      | Destino        | Tipo              |
| ------------------ | ------------- | -------------- | ----------------- |
| Lewuis Peña        | Delantero     | Śląsk Wrocław  | Traspaso          |
| Pablo Espinoza     | Mediocampista | Tacuary FBC    | Carta de libertad |
| Agustín Minnicelli | Defensa       | Comunicaciones | Carta de libertad |
| Ernesto Walker     | Mediocampista | Zamora FC      | Carta de libertad |

## Cronología de movilidad interdivisional
| - 2005-2006 Torneo Aspirantes (2.° FG) - 2007-2008 Tercera División (5.° FG) - 2008-2009 Tercera División (3.° FG) - 2009-2010 Tercera División (3.° FG) - 2021 Segunda División (8.° FG) | - 2022 Segunda División (4.° FA) - 2023 Primera División (.°) |

Leyenda: FG (Fase de grupos), FA (Fase de ascenso)

## Infraestructura

### Estadio
El Estadio José Encarnación Romero, ubicado en Maracaibo, capital del estado Zulia, es el estadio con mayor capacidad en esa región, siendo capaz de albergar a 40 800 espectadores. Este estadio en sus inicios tenía un aforo de 35 000 espectadores y poseía aparte de la pista de atletismo, una pista de ciclismo hecha de concreto requemado, con juntas a cada 2 o 3 metros de separación. Debido a la realización de la Copa América Venezuela 2007 se efectuó una remodelación eliminando la pista de ciclismo y construyendo una nueva tribuna en el lado izquierdo para darle una capacidad de 40 800 espectadores.